# Лепаж, Пол
Пол ЛеПаж (англ. Paul R. LePage; род. 9 октября 1948, Льюистон, штат Мэн) — американский политик-республиканец. 74-й губернатор штата Мэн.

## Биография

### Ранние годы, образование и карьера
Пол Ле Паж родился в Льюистоне, штат Мэн. Он был старшим сыном из восемнадцати детей Терезы (урожденной Ганьон) и Жерара Ле Паж. Его родители франко-канадского происхождения, и в семье говорили на французском языке. Отец был рабочим на заводе, и они жили в нищете. Его отец сильно пил и бил детей, а мать, хотя и любила детей, была слишком запугана, чтобы остановить его. В возрасте одиннадцати лет, после того как отец избил его и сломал нос, Ле Паж убежал из дома и жил на улицах Льюистона. Пробыв около двух лет бездомным, он начал зарабатывать на жизнь чистильщиком обуви и посудомойщиком в кафе. Позже он работал на резиновой фабрике, мясокомбинате, а также был поваром в заведениях быстрого питания и барменом.
Ле Паж поступал в колледж Хассона, однако сначала его не приняли из-за низкого балла по SAT, который он получил из-за плохого владения английским языком. Питер Сноу, первый муж сенатора США Олимпии Сноу, уговорил Ле Пажа сдать экзамен на французском языке, что позволило ему показать свои знания и поступить в колледж. В колледже Ле Паж улучшил свой английский и стал редактором газеты. Он окончил колледж со степенью бакалавра делового администрирования в области финансов и бухгалтерского учёта, а позже получил степень магистра делового администрирования в Университете Мэна.
С 1972 по 1979 год Ле Паж работал в лесозаготовительной компании в Нью-Брансуике, Канада, а затем в компании Scott Paper Company, штат Мэн, производящей бумажные потребительские товары. Несколько лет спустя он основал свою собственную консалтинговую фирму LePage & Kasevich Inc. В 1996 году Ле Паж стал генеральным менеджером сети дисконтных магазинов Marden’s Surplus and Salvage в Мэне.

### Политическая карьера
Прежде чем стать мэром Уотервилла в 2003 году, Ле Паж отслужил два срока в городском совете. Во время своего пребывания на посту мэра Ле Паж реорганизовал мэрию, снизил налоги и увеличил резервный «фонд чёрного дня» (англ. rainy day fund) с 1 до 10 млн долларов. Ле Паж вышел в отставку в январе 2011 года.
22 сентября 2009 года Ле Паж объявил, что в 2010 году будет баллотироваться на пост губернатора штата Мэн от Республиканской партии. Он выиграл праймериз, набрав 38 % голосов.
На всеобщих выборах соперниками Ле Пажа стали сенатор штата от Демократической партии Либби Митчелл, а также независимые кандидаты Элиот Катлер, Шоун Муди и Кевин Скотт. Ле Паж стал победителем, набрав 38,1 % голосов. Катлер занял второе место с 36,7 % голосов (отстав менее чем на 7500 голосов от Ле Пажа), Митчелл — третье место с 19 %. Скотт и Муди набрали 5 % и 1 % голосов соответственно.

### Личная жизнь
Ле Паж женат на Энн Ле Паж. Имеет четверых детей, двое детей от первого брака живут в Канаде. С 2002 года в его семье живёт молодой человек из Ямайки, Девон Реймонд-младший (род. 1985). Ле Паж называет его своим приёмным сыном, хотя официально он не был усыновлён. Ле Паж познакомился с ним на Ямайке через его отца, который был помощником (кедди) Ле Пажа во время игры в гольф.

### Поездка в Россию
В июне 2004 года Пол Лепаж посетил Россию с деловой поездкой. Находясь в должности мэра Вотервилла, он возглавлял американскую делегацию по установлению отношений городов-побратимов между Уотервиллом и Котласом, находящемся в Архангельской области.